# Yoan Pablo Hernández
Yoan Pablo Hernández (født 28. oktober 1984) er en tidligere cubansk-tysk professionel bokser, der konkurrerede i cruiservægt. Han repræsenterede Cuba under Sommer-OL 2004 i Athen, hvor han blev slået ud i 2. runde.
Som professionel boksede han for tyske Team Sauerland hvor han den 1. oktober 2011 besejrede han den amerikanske cruiservægt- -verdensmester, Steve Cunningham, ved en 6. omgangs teknisk afgørelse og vandt IBF cruiservægt-verdensmesterskabstitlen. Udover dette har han slået bemærkelsesværdige navne som Thomas Hansvoll, Ali Ismailov, Steve Hérélius, Troy Ross, Aleksandr Alekseyev og Firat Arslan.